# Lettische Botschaft in Berlin
Die Lettische Botschaft in Berlin (offiziell: Botschaft der Republik Lettland, lettisch Latvijas Republikas vēstniecība) ist der Hauptsitz der diplomatischen Vertretung Lettlands in Deutschland. Das Botschaftsgebäude befindet sich in der Reinerzstraße 40/41 im Berliner Ortsteil Schmargendorf des Bezirks Charlottenburg-Wilmersdorf. Der Lettischen Botschaft in Berlin untersteht des Weiteren Honorarkonsulate in Bremen, Düsseldorf, Frankfurt am Main, Hamburg, Künzelsau, München und Rostock. Botschafterin ist seit dem 22. August 2022 Alda Vanaga.

## Geschichte

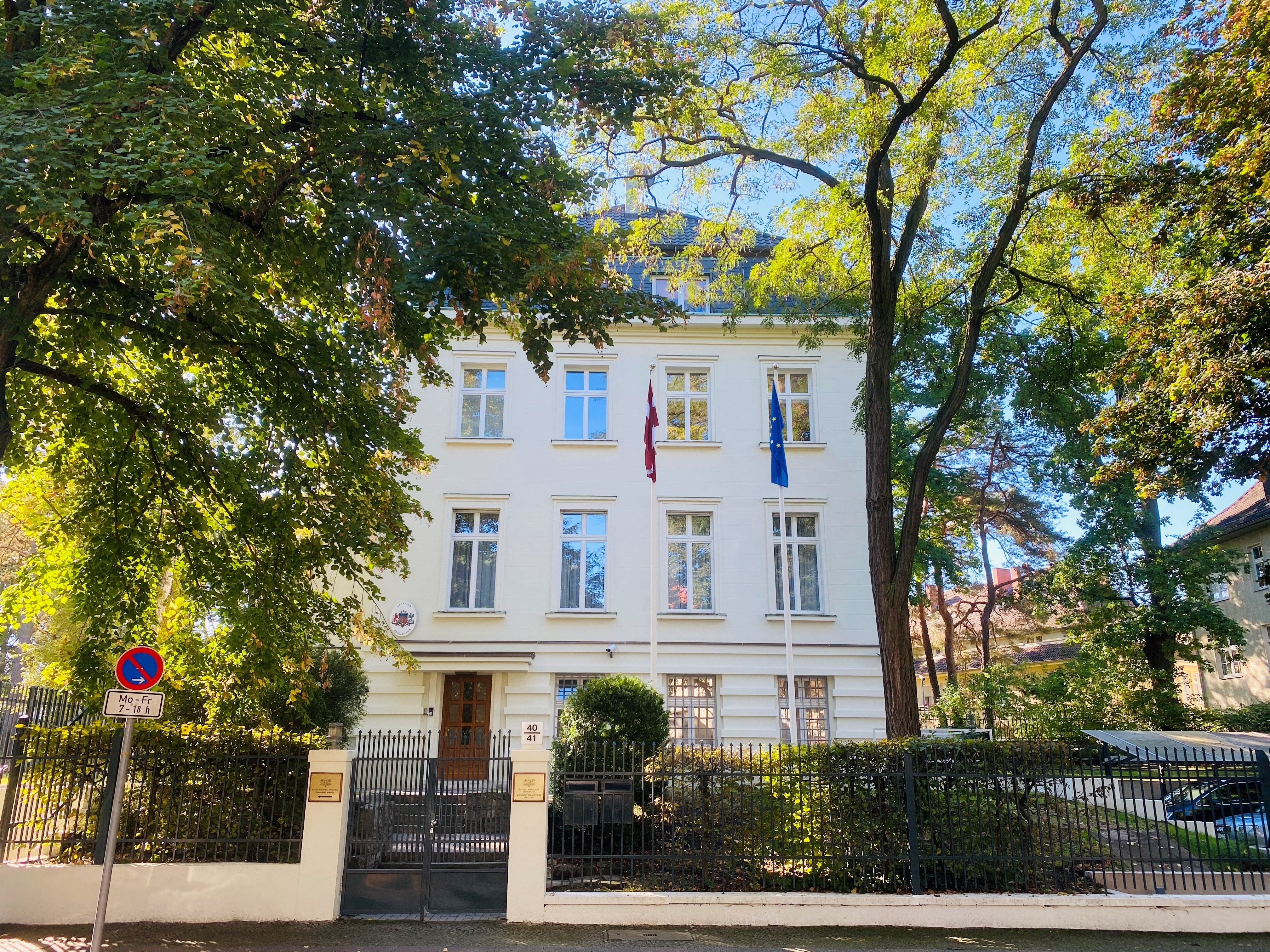
Die lettische Botschaft in der Reinerzstraße 40/41 in Berlin-Schmargendorf

Als erster Gesandter der Republik Lettland in Berlin überreichte Oskars Voits am 22. November 1921 dem Reichspräsidenten Friedrich Ebert das Beglaubigungsschreiben. Ab 1924 befand sich die Gesandtschaft der Republik Lettland in der Burggrafenstraße 13 (nahe dem U-Bahnhof Wittenbergplatz).
Als Folge des geheimen Zusatzprotokolls zum deutsch-sowjetischen Nichtangriffspakt (Ribbentrop-Molotow-Pakt) vom 23. August 1939 wurde Lettland 1940 von der Sowjetunion besetzt. Das Gesandtschaftsgebäude und das Grundstück wurden vom Deutschen Reich an die Sowjetunion übertragen, nach Beginn des Krieges zwischen dem Deutschen Reich und der Sowjetunion an das Deutsche Reich. Das Gebäude wurde im Krieg zerstört, das Grundstück nach dem Krieg aufgrund komplizierter Eigentumsverhältnisse dem Berliner Senat zugeordnet. Exil-Letten hatten über mehrere Jahrzehnte den rechtlichen Anspruch auf das Grundstück aus ihren Privatmitteln aufrechterhalten, in den 1980er Jahren gaben sie es jedoch auf und verkauften ihre Rechte auf das Grundstück.
Nach Wiedererlangung der staatlichen Unabhängigkeit im Jahre 1991 wurde die Vertretung Lettlands (auch Estlands und Litauens) zunächst in den Räumlichkeiten des Baltischen Informationsbüros in Bonn, Berta von Suttner-Platz untergebracht. Das Informationsbüro wurde im September 1991 eröffnet, nachdem der Deutsche Bundestag, noch bevor der offiziellen Wiedererlangung der Unabhängigkeit der baltischen Länder, für seine Gründung im Juni 1991 abgestimmt hatte.
Am 23. September 1992 beschloss die Regierung Lettlands den Kauf eines Botschaftsgebäudes in Bonn, in der Adenauerallee 110, direkt gegenüber dem Auswärtigen Amt. Die offizielle Eröffnung der Bonner Botschaft erfolgte im April 1993.
Im Sommer 1999 ist die Botschaft in die neue Bundeshauptstadt Berlin umgezogen – nach Berlin-Schmargendorf, wo Grundstück und Gebäude in der Reinerzstraße 40/41 gekauft wurden. Das heutige Botschaftsgebäude wurde in den 1920er Jahren als Stadtvilla des jüdischen Kommerzienrates Hermann Schöndorff (1868–1936; Mitgründer der Firma Gebr. Schöndorff, von 1920 bis Anfang 1931 Karstadt-Vorstandsmitglied) erbaut.
Die feierliche Eröffnung des Berliner Botschaftsgebäudes fand am 29. Juni 2000 unter Teilnahme der Staatspräsidentin der Republik Lettland Vaira Vīķe-Freiberga statt.
2018 konnten sechs Bücher, die als Beutegut aus der Bibliothek der Lettischen Gesandtschaft (bis 1940) entnommen wurden, an die heutige Lettische Botschaft zurückgegeben werden. Die Bücher erhielt die Berliner Stadtbibliothek nach Kriegsende über die Bergungsstelle Nr. 87. Sie wurden am 97. Jahrestag der de jure-Anerkennung der Republik Lettland an die damalige Botschafterin Inga Skujiņa überreicht und kehrten nach fast 80 Jahren im Bestand der Botschaftsbibliothek zurück.

## Botschafter in Deutschland
Siehe auch Liste der lettischen Botschafter in Deutschland

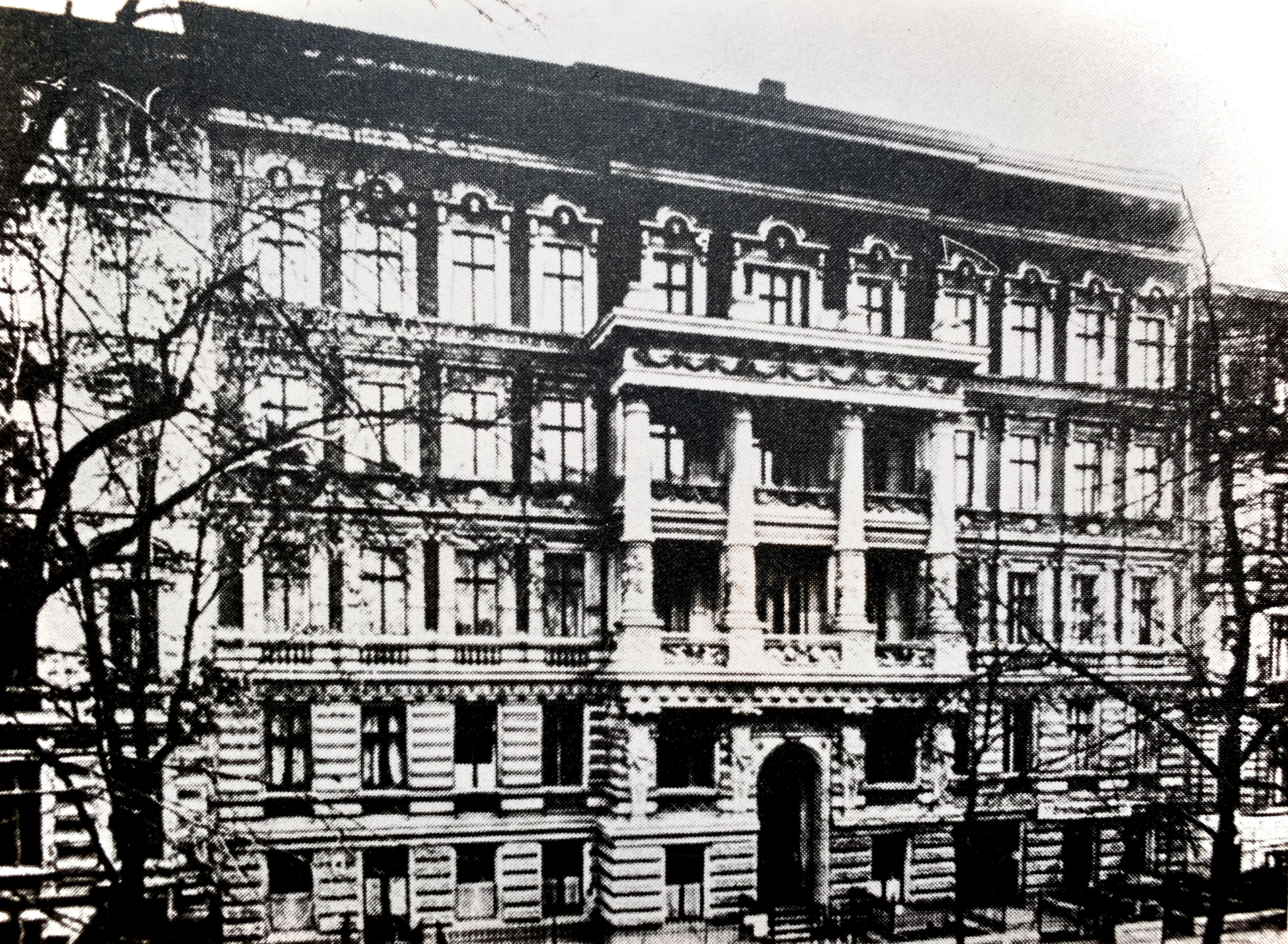
Die Gesandtschaft der Republik Lettland von 1924 bis 1940 in der Burggrafenstraße 13 in Berlin (nahe dem KaDeWe)

| Amtszeit  | Name                                      |
| --------- | ----------------------------------------- |
| 1921–1932 | Oskars Voits                              |
| 1932–1935 | Edgars Krieviņš                           |
| 1935–1938 | Hugo Celmiņš                              |
| 1938–1940 | Edgars Krieviņš                           |
| 1991      | Wiederaufnahme diplomatischer Beziehungen |
| 1992–1994 | Egils Levits                              |
| 1994–1997 | Andris Ķesteris                           |
| 1997–2002 | Andris Teikmanis                          |
| 2002–2008 | Mārtiņš Virsis                            |
| 2008–2013 | Ilgvars Kļava                             |
| 2013–2017 | Elita Kuzma                               |
| 2017–2022 | Inga Skujiņa                              |
| seit 2022 | Alda Vanaga                               |

## Online-Präsenz
Neben ihrer zweisprachigen Website unterhält die Lettische Botschaft in Berlin ein Kulturbulletin und einen Wirtschaftsblog. Die Botschaft informiert über ihre Aktualitäten auch in verschiedenen sozialen Netzwerken.

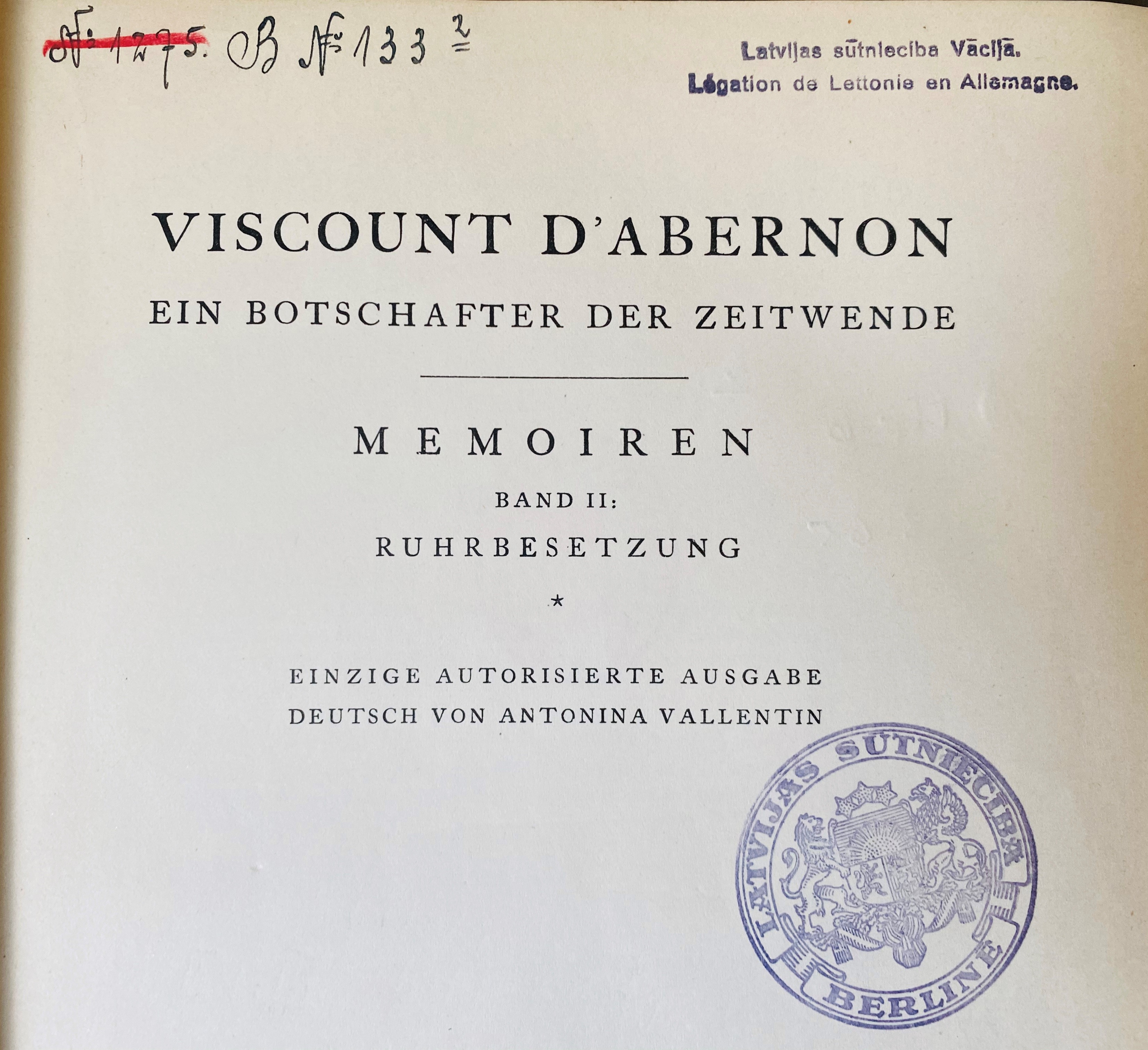
Titelblatt eines restituierten Buches mit Stempel der Lettischen Gesandtschaft (vor 1940)